# علیرضا امیرخانی
علیرضا امیرخانی (زادهٔ ۲۱ اسفند ۱۳۷۸) بازیکن اهل ایران است که در پست مدافع میانی برای باشگاه فوتبال فولاد خوزستان در لیگ برتر خلیج فارس بازی می‌کند.

## دوران باشگاهی

### نساجی مازندران
وی اولین بازی خود در لیگ برتر خلیج فارس را در هفته سی‌ام لیگ برتر فوتبال ایران ۹۹–۱۳۹۸، مقابل باشگاه فوتبال شهر خودرو انجام داد.

## افتخارات
نساجی
- جام حذفی (۱): ۰۱–۱۴۰۱